# تفجيرات العراق 1 أيلول 2013
1ايلول /سبتمبر
- العراق الأنبار: تفجير أنتحاري بحزام ناسف وسط مدينة الرمادي يوقع 13 شهيدا بينما بلغ عدد المصابين 14 شخص وكان من بين الضحايا عدد من النساء والاطفال. وكان انتحاري يرتدي حزاما ناسفا فجر نفسه بعد ان احتضن مدير مركز شرطة الفرسان المقدم ماجد رحيبي اثناء قيامه بجولة تفتيشية لنقاط في محيط مبنى محافظة الانبار القديم المكتظ بالمتبضعين ما أسفر عن سقوط هذا العدد من الضحايا.
- شرق بغداد: مقتل واصابة 17 شخصا بانفجار سيارة مفخخة كانت مركونة بالقرب من ساحة 55 في مدينة الصدر. وتفجير ثان بسيارة مفخخة قرب مسطر للعمال بالقرب من دائرة البريد في منطقة بغداد الجديدة مما اسفر عن سقوط خمسة قتلى وإصابة 15 آخرين بجروح متفاوتة. فيما بلغت حصيلة تفجير السيارة المفخخة التي انفجرت بالقرب من فضائية العهد التابعة لعصائب أهل الحق في منطقة البلديات، مقتل مدني وإصابة سبعة آخرين بجروح متفاوتة.
- شمال بغداد: تفجير سيارة مفخخة كانت مركونة بالقرب من دائرة الجنسية في ساحة عدن بمنطقة الكاظمية، مما اسفر عن مقتل أربعة اشخاص واصابة 12 اخرين، وانفجرت سيارة مفخخة أخرى، قرب سوق شعبي في منطقة سبع البور، مما ادى إلى مقتل شخصين وإصابة 12 آخرين بجروح متفاوتة وإلحاق أضرار مادية بعدد من السيارات.

شرق بغداد: تفجير سيارة مفخخة قرب مسطر للعمال بالقرب من دائرة البريد في منطقة بغداد الجديدة مما اسفر عن سقوط خمسة قتلى وإصابة 15 آخرين.